# Hore-Bini
Pour les articles homonymes, voir Hore.
Hore-Bini ou Hoore-Bini (en fulfulde) est un village de la commune de Martap située dans la région de l'Adamaoua situé dans le département de la Vina dans la région de l'Adamaoua au Cameroun.

## Population
En 1967, Hore-Bini comptait 131 habitants, principalement Foulbe.
Lors du recensement de 2005, 147 personnes y ont été dénombrées dont 71 de sexe masculin et 76 de sexe féminin.